# Barembach
Barembach je občina v departmaju Bas-Rhin francoske regije Alzacija.
Leta 2008 je v občini živelo 883 oseb oz. 89 oseb/km².